# Gmina Ljubešćica
Gmina Ljubešćica (chorw. Općina Ljubešćica) – gmina w Chorwacji, w żupanii varażdińskiej. W 2011 roku liczyła  1858 mieszkańców.